# Christian Cordero
Christian Cordero (Cuenca, Ecuador, 20 de octubre de 1987) es un futbolista ecuatoriano. Juega de mediocampista en el Club Técnico Universitario de la ciudad de Ambato.

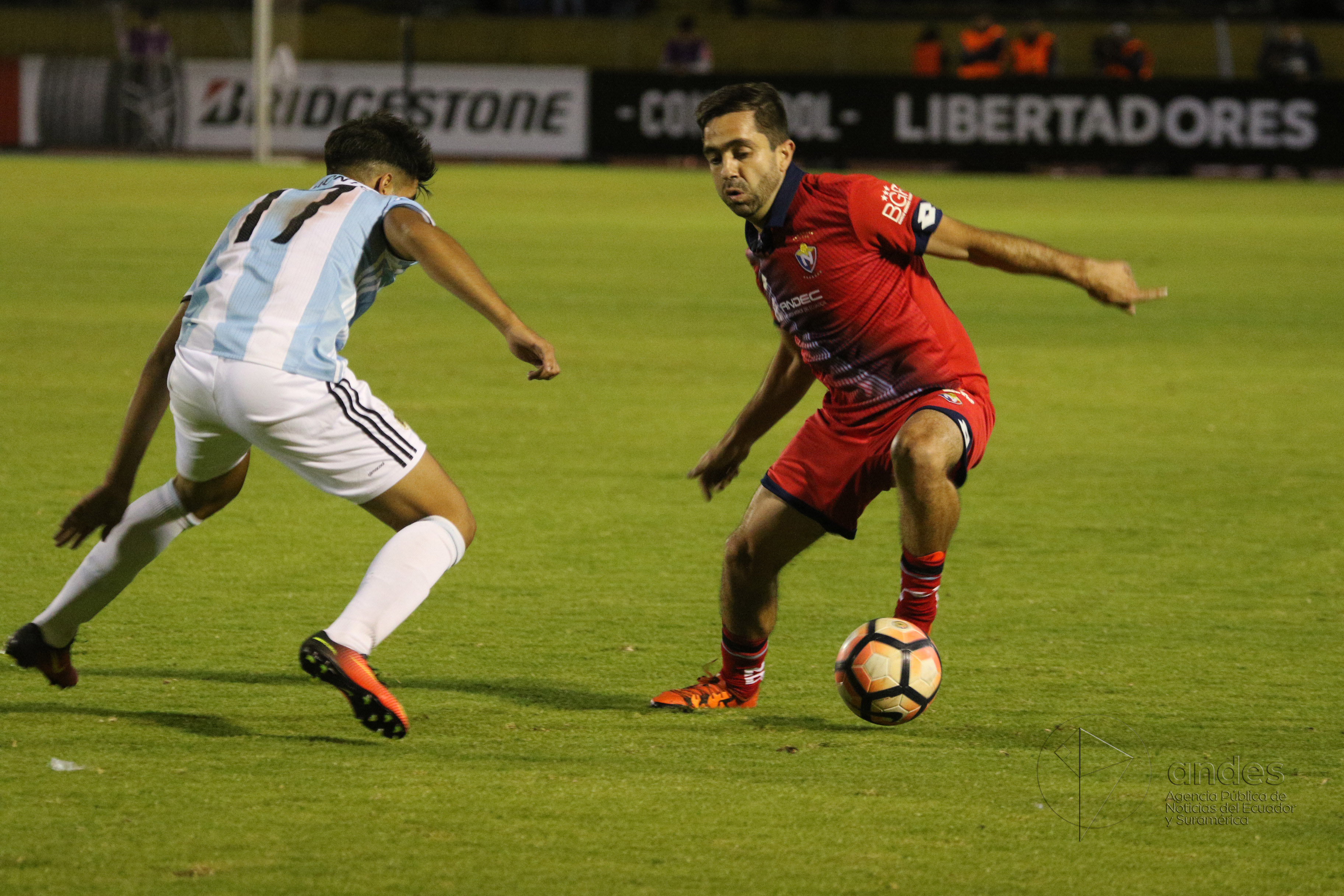
Cordero en un partido de Copa Libertadores ante Atlético Tucumán.

## Clubes
| Club                 | País    | Año        |
| -------------------- | ------- | ---------- |
| Deportivo Cuenca     | Ecuador | 2003-2010  |
| Técnico Univesitario | Ecuador | 2011       |
| Liga de Loja         | Ecuador | 2012-2013  |
| Mushuc Runa          | Ecuador | 2014       |
| El Nacional          | Ecuador | 2015- 2018 |
| Técnico Univesitario | Ecuador | 2019       |

## Palmarés

### Campeonatos nacionales
| Título             | Club                  | País    | Año  |
| ------------------ | --------------------- | ------- | ---- |
| Serie B de Ecuador | Técnico Universitario | Ecuador | 2011 |